# Christian Rieker
Christian Rieker (* 23. Dezember 1887 in Neckarsulm; † 9. März 1960 ebenda) war ein deutscher Politiker (SPD).
Rieker war als Werkmeister tätig. Von 1919 bis 1933 war er erstmals Mitglied des Gemeinderats von Neckarsulm. Bis 1922, als er wieder in die SPD eintrat, gehörte er der USPD an. Vor 1933 war er außerdem Mitglied des erweiterten Landesvorstands der SPD in Württemberg. Rieker war von 1924 bis zu seinem Tod 1960, mit Unterbrechung von 1933 bis 1945, Vorsitzender der SPD in Neckarsulm.
Rieker gehörte 1946 der von der amerikanischen Militärregierung ernannten Vorläufigen Volksvertretung von Württemberg-Baden an.
Zudem war Rieker Gründungsvorsitzender der Sportvereinigung Neckarsulm 1946. Die Christian-Rieker-Straße in Neckarsulm ist nach ihm benannt.